# Il clan dei Barker
Il clan dei Barker (Bloody Mama) è un film del 1970 diretto da Roger Corman.

## Trama
I Barker sono una famiglia americana di campagna, formata da quattro fratelli, una mamma e un padre; proprio quest'ultimo verrà abbandonato dalla propria famiglia in cerca di fortuna nel campo malavitoso. Siamo alle porte della crisi della borsa degli anni trenta e in quegli anni le rapine alle banche erano all'ordine del giorno, e proprio i Barker si specializzano in questo tipo di crimini, arraffando qua e là qualche "centone"; tra gli altri crimini commessi è da ricordare anche il sequestro di persona con richiesta di riscatto a una ricca famiglia di industriali. Ma gli sfortunati e tristi avvenimenti portano prima alla morte del più piccolo dei fratelli per overdose e, in seguito a un intervento della polizia in uno dei loro nascondigli, anche alla morte degli altri fratelli, di un amico di famiglia e infine della madre, vedendo così svanire i sogni di ricchezza e di prosperità per la sua famiglia.

## Critica
Il ritratto è quello di una famiglia sanguinaria sostenuto da un buon ritmo e una buona caratterizzazione; come scriverà Giuseppe Turroni, il film è allo stesso tempo una satira nei confronti dei miti della società americana, condito da una pietà e da un moralismo tipici  dell'epoca e un tentativo di utilizzare il cinema per narrare la storia.